# Acteur de doublage

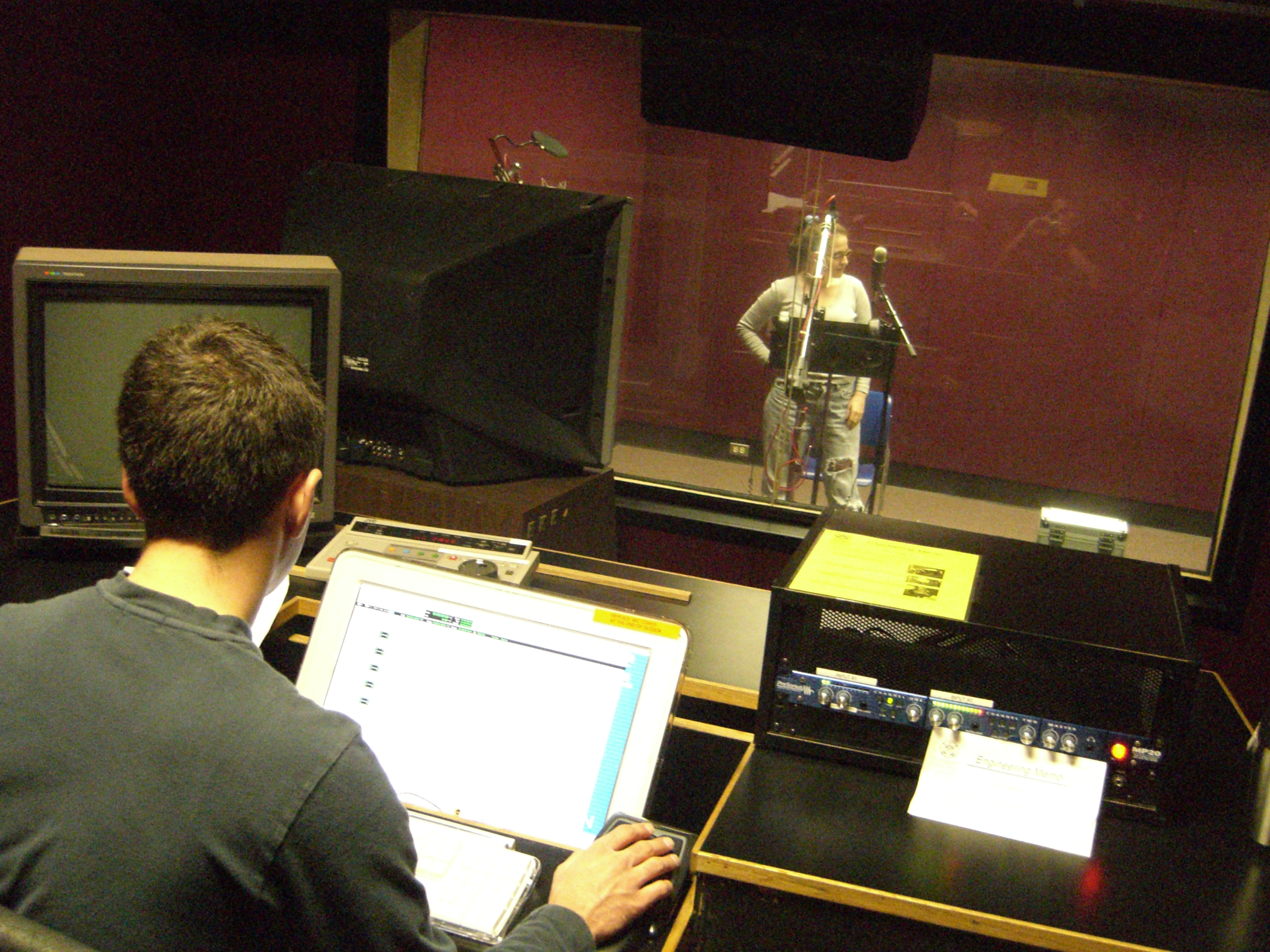
Derrière la vitre, le doublage de voix se déroule face à un texte déroulant sous le contrôle d’un opérateur son.

Un acteur de doublage est un acteur qui rejoue les dialogues originaux adaptés dans sa langue, de toute production audiovisuelle réalisée par d'autres, a posteriori, dans un studio d'enregistrement.
Le doublage peut être réalisé pour :
- le cinéma (long, moyen ou court métrage), la télévision (téléfilms, séries télévisées, y compris l'animation) ou un dispositif / interface électronique (jeux vidéo) ;
- un acteur aux qualités physiques adéquates pour être associé à un long métrage ou à un slogan publicitaire, mais qui manque de phonogénie ;
- un enregistrement défectueux de la bande son d'un film ou d'une série.